# Thamnophis marcianus
La serpiente llamada sochuate, culebra de agua, o culebra listonada manchada, (Thamnophis marcianus) es una especie de la familia Natricidae. Es moderadamente delgada pero más robusta que los demás miembros del género. Alcanza entre 35 y 40 cm de longitud hocico-cloaca. Cola larga y delgada. Cabeza cilíndrica, levemente distinta del cuello. Ojos grandes con pupilas redondas. Dorso generalmente café o bronceado con bloques oscuros alternados sobre la superficie lateral. Posee una línea vertebral clara poco diferenciada de la línea lateral, puede interrumpirse por bloques laterales (algunos especímenes carecen de ella). Vientre generalmente color crema uniforme o con dos filas de pequeñas manchas redondas. La especie es nativa del centro-sur de Estados Unidos, México, Guatemala, Belice, El Salvador, Honduras, Nicaragua y Costa Rica. En México se encuentra principalmente en el norte y noreste del país; también se ha registrado en algunos estados del sursureste. Su hábitat natural es el bosque húmedo o seco tropical y la sabana de pino-palmetto, especialmente en tierras bajas. Se encuentra en inmediaciones de fuentes de agua (manantiales, arroyos, ríos, marismas, pantanos y zonas inundadas). También habita zonas áridas donde coloniza cuerpos de agua artificiales. Su rango altitudinal oscila entre 0 y 2,200 m s. n. m.. Es una serpiente terrestre y semiacuática que se alimenta principalmente de anfibios. Prefiere clima cálido y templado. La NOM-059-SEMARNAT-2010 considera a la especie como amenazada; la UICN2019-1 como de preocupación menor. El principal riesgo para la especie es la falta de información sobre el estado de sus poblaciones en México. La reducción y fragmentación del hábitat afecta a la mayor parte de las especies en estado natural, sin embargo, la falta de información dificulta estimar la respuesta de esta especie ante los cambios actuales.

## Taxonomía
Se reconocen las siguientes subespecies:
- T. marcianus marcianus (Baird & Girard, 1853)
- T. marcianus praeocularis (Bocourt, 1892)
- T. marcianus bovalli (Dunn, 1940)